# 飛行紀錄儀
飛行記錄器（英語：Flight Recorder），俗稱黑盒子（Black box），但在近代大多為鮮明的橘色，是安裝在航空器上用於航空事故調查、維修、飛行試驗用途的设备，安裝位置在空難時最常被完整保留下來的機尾上。1953年，世界上第一個飛航記錄器由澳洲研究實驗室发明。由於許多空難通常導致飛行員和全部乘客同時遇難而缺乏當事人的證詞，使調查事故的原因會有很大困難，黑盒子能夠向調查人員提供飛機發生事故前各系統的運作情況，包括飛機失事瞬間和失事前一段時間裡關於飛機的飛行狀況、機上設備的工作情況等；其中駕駛艙通話記錄器能幫助人們根據機上人員各種對話分析事故的原因，以便對事故作出正確結論。

## 研發歷史
1956年，戴維·沃倫與同事試驗了可保持4個小時語音和飛行數據資料的“黑盒”雛形，但遭到澳洲航空界的排斥。澳洲皇家空軍認為“這種設备並沒太大用處，無助於解釋事故的原因”。沃倫不得不尋求海外的支持。1958年，一名英國航空官員看到沃倫的發明后，同意資助沃倫在英国生產“黑盒”。隨後，沃倫率領團隊研製出了新的黑盒子模型。他們把飛航記錄器放進一個防震防火的盒子裏，並開始在全世界發售。
1960年，澳洲昆士蘭州一次空難後，澳洲成為世界上第一個強制要求所有民用和軍用飛機上都要安裝黑盒的國家。之後的半個世紀裡，黑盒在全球航空業都得到了普遍運用，並成為全世界所有民航和多數軍事飛機上的標準設備。
沃倫沒有為黑盒子申請專利，澳洲政府也沒有向他提供特別獎金，但在2002年授予澳大利亞勳章（Officer of the Order of Australia AO）以表彰其對航空工業的貢獻。沃倫曾半開玩笑地表示，他為澳洲皇家空軍工作時很多發明其實都失敗了，只要澳大利亞國防部不找他要錢就好。

## 記錄器
一架飛機上的飛航記錄器都包含兩個不同的部份，分別是飛行資料記錄器和駕駛艙通話記錄器。

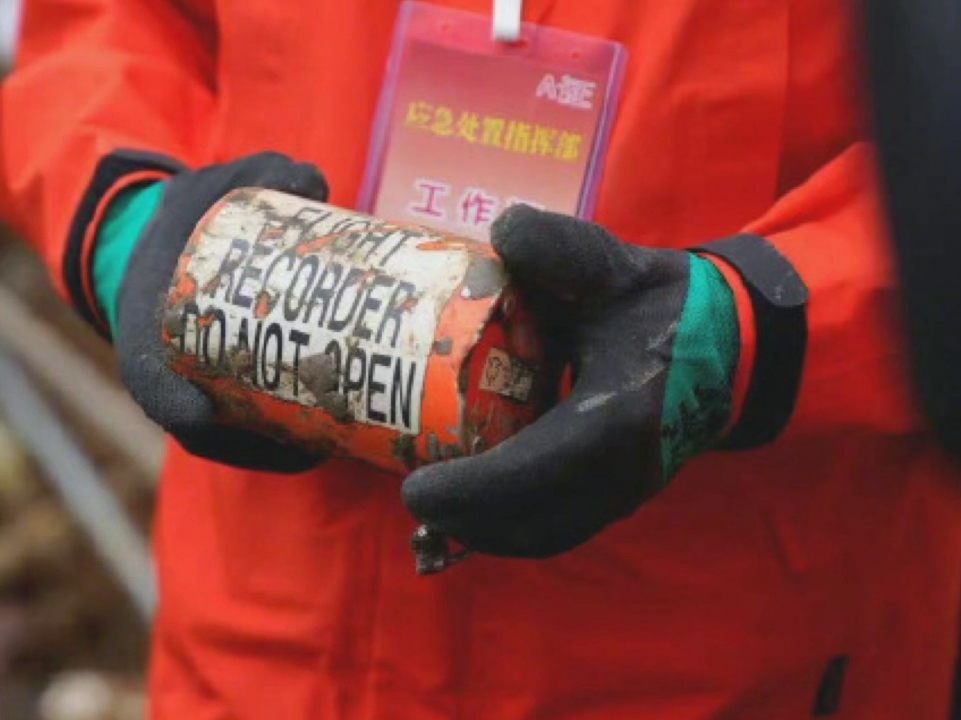
中国东方航空5735号班机空难现场发现的飛行資料記錄器

- 飛行資料記錄器（Flight Data Recorder，FDR）能記錄飛機的系統工作狀況和引擎工作參數等飛行參數，內容包括：空中飛行速度、高度、航向、發動機推力資料、俯仰與滾動資料、縱向加速度資料及許多參數資料，根據美國聯邦航空局對飛行資料記錄器的最低要求，必須包括壓力高度、空速、磁航向、加速度及經過時間等5項，除了上述五項，聯邦航空局另外再要求俯仰姿態、滾轉姿態、發動機動力及襟翼的位置。計錄器是由馬達帶動的8條磁軌，磁帶全長約140公尺，可記錄60多種資料25小時。

- 駕駛艙通話記錄器（Cockpit Voice Recorder，CVR），又稱座艙通話記錄器，儀器上的四條音軌分別記錄飛行員與航空管制員的通話，正、副駕駛員之間的對話、機組員對乘客的廣播，以及駕駛艙內各種聲音（引擎聲、警報聲）。記錄的時間約2小時，錄完後，會自動倒帶從頭錄起，若發生空難，之前的兩個小時會被完整保留，並持續發出訊號，直到斷電為止（記錄器所提供的電力足夠發出信號30日）。

## 結構與外觀
飛航記錄器雖然名為「黑盒」，但它實際的顏色為橘紅色，以求顯目便於尋找。黑匣子的名稱由來，可追溯至1954年，在駕駛座機艙內裝設聲音記錄器的構想在該年首度提出，當時飛機內所有的電子儀器都是放置在大小、形狀都統一的黑色方盒裡。而聲音记錄器則放在最堅固的黑色方盒中。美國民航局（之後改制為美國聯邦航空總署）在1957年規定，凡是重量超過9.09公噸以上的飛機都必須裝設這些加強保護的飛行紀錄儀。8年後，航空局決定將這「黑盒」漆成亮紅色或橘色，這樣在飛機失事的時候，外表醒目的「黑盒」就會比較容易被找到。到了1965年，幾乎全世界的每一家航空公司都改用橘色的飛航紀錄器，但仍沿用「黑盒」這個名稱。除了漆成橘紅色外，有些黑盒子外殼會貼有反光條以更容易被尋獲，並寫有（飛行記錄儀，請勿開啟）。
其外部的材質為鈦鋼金屬，長50厘米、寬20厘米，高15厘米。為了能在強力撞擊下保存下來，飞行记录器必須通過防火防震的考驗，根據美國民航局的規定，必須能忍受在1090°C的火焰中燃燒30分鐘，並能承受3公尺重達230公斤之鐵塊擊中，相當於100G重力之撞擊達11秒，而美國聯邦航空局的規定為100G重力之撞擊達15秒，由於地球表面大部分是由水所覆蓋，因此也必須能承受2萬英尺的水壓。飞行记录器的外部加裝圓筒型的蜂鳴器，只要一碰到水，水分會使其線路發生短路，蜂鳴器將會發出37.5kHz頻率的鳴叫持續30天。除此之外，為了防止記錄器內磁性記憶遭到電流或磁場破壞，飛航記錄器也要具備抗外界電流、磁場的防護能力。
雖然如此多重的保護，但仍然有些飛航記錄器在空難中損壞，所以國際航空機構又規定了更加嚴格的標準，而且記錄介質也從磁帶式改進成為能承受更大衝擊的靜態存儲記錄儀，類似於電腦裏的快閃記憶體（Flashmemory）。

## 记录损毁实例
虽然飞行记录仪被设计成能经受瞬时恶劣环境的损坏，但由于事故发生后记录仪可能需要长时间才能寻获，记录仪无法保证长时间的持续恶劣环境而导致内部记录损坏。
- 南非航空295號班機，墜毀於印度洋後一年，駕駛艙通話記錄器才被打撈出水（但飛行資料記錄器至今未尋獲），可是經過長期泡浸於海水中，塑膠製的磁帶已經開始分解，辨識困難[3][4]。
- 勞達航空004號班機，於1991年空中解體墜毀於泰國境內。雖然通過駕駛艙通話記錄器了解到解體原因是機械故障導致推力反向器在空中意外展開，但因為飛行資料記錄器嚴重損毀，已無法讀取任何資料，故機械故障的根本原因始終未能查明。

## 功能
1. 事故/空難調查：飛行紀錄儀記錄的飛行速度、高度、俯仰、航向、垂直過載、傾側、操縱面的偏轉角、阻力、升力和發動機功率、GPS位置等資訊，空難發生時候能把飛行紀錄儀所記錄的資訊，經處理後送入飛行模擬器，重現失事的經過情況，以模擬分析墜毀前發生的因素。
2. 維修參考：所記錄的數據資料能作為檢查維修提供重要的參考資訊。
3. 試飛記錄分析：在試飛中的產生的數據資料除一部分靠遙控天線裝置發回到地面外，大部分使用飛行紀錄儀記錄下來，供進一步分析研究。